# Qeqertarsuaq (Insel, Karrat Fjord)
Qeqertarsuaq [qɜˌqɜˈtːɑsːuɑq] („große Insel“, früher auch Nuugaatsiaq) ist eine grönländische Insel im Distrikt Uummannaq in der Avannaata Kommunia.

## Lage
Qeqertarsuaq liegt im Karrat Fjord und wird im Norden durch den Sund Nuugaatsiaap Tunua vom Festland getrennt. Südlich liegt der Sund Torsuuk, der die Insel von der kleineren Insel Karrat trennt. Die Insel hat in etwa die Form eines Trapezes. Der Nordwestspitze vorgelagert liegt die kleine Insel Itsakuarsuk, westlich der Südspitze befindet sich die Inselgruppe Qeqertannguit. Die Insel ist sehr gebirgig und erreicht Höhen von über 1500 m. Die höchste Erhebung ist der Nuugaatsiap Qaqqaa (Snehætten).

## Geschichte
Anfang der 1920er Jahre wurde die Insel besiedelt, als in den flacheren Bereichen im Süden der Ort Nuugaatsiaq entstand. 1925 erhielt Nuugaatsiaq den Udstedsstatus. Am 18. Juni 2017 kam es zu einem Bergrutsch im östlich gelegenen Fjord Kangilleq, in dessen Folge Nuugaatsiaq von einem Tsunami getroffen wurde. Der teilweise zerstörte Ort wurde anschließend aus Sicherheitsgründen aufgegeben.